# Musikbibliothek
Eine Musikbibliothek ist eine Bibliothek, die auf Musikalien (insbesondere Fachliteratur und Noten) und Tonträger spezialisiert ist. Häufig sind Musikbibliotheken auch gleichzeitig Einrichtungen zur Fachinformation. Neben der Unterhaltung und Weiterbildung werden sie in der Musikwissenschaft und Musikwirtschaft genutzt.
Musikbibliotheken lassen sich nach Bibliothekstyp in Öffentliche, Wissenschaftliche und Musikhochschulbibliotheken unterteilen; hinzu kommen Spezialbibliotheken und die Rundfunkbibliotheken der Rundfunkanstalten.

## Allgemein
Der Begriff „Musikbibliothek“ bezieht sich ursprünglich nur auf eine Sammlung literarischer Publikationen zum Thema Musik (z. B. Fachzeitschriften, wissenschaftliche Artikel etc.). Für eine Sammlung von Musikalien (auch unscharf „Musikliteratur“ genannt, z. B. Partituren) gibt es abgeleitet aus romanischen Sprachgebieten die Bezeichnungen „Partothek“ (seltener „Partithek“), eingedeutscht auch „Notenbibliothek“. Im deutschsprachigen Raum werden heute alle Bereiche umgangssprachlich unter „Musikbibliothek“ zusammengefasst (vgl. auch englisch music library).
Die Musikbibliotheken sind überwiegend in der 1951 in Paris gegründeten, dreisprachig geführten Internationalen Vereinigung der Musikbibliotheken, Musikarchive und Musikdokumentationszentren (AIBM) zusammengeschlossen. Ihre Organisation in vier Arbeitsgemeinschaften (Öffentliche Musikbibliotheken, Musikabteilungen an wissenschaftlichen Bibliotheken, Musikhochschulbibliotheken und Rundfunk) zeigt die Bandbreite der verschiedenen Aufgabenstellungen. Nach der Ländergruppe USA steht die AIBM-Gruppe Bundesrepublik Deutschland mit 213 Mitgliedern an zweiter Stelle der überwiegend aus institutionellen Mitgliedern bestehenden Vereinigung, der weltweit in über 50 Ländern ca. 2.000 Mitglieder angehören. Es finden jährlich je eine nationale und eine internationale AIBM-Konferenz an wechselnden Orten statt.
Als sehr wichtige Einrichtung für den Bereich Musikinformation und Musikdokumentation ist das 1998 eröffnete Deutsche Musikinformationszentrum (MIZ) beim Deutschen Musikrat in Bonn zu nennen. In seiner Fachbibliothek kann man sich über alle Aspekte des zeitgenössischen Musiklebens in Deutschland informieren; seine Datenbanken enthalten umfangreiche Informationssammlungen zur Infrastruktur des Musiklebens, darunter auch die Adressen der Musikbibliotheken und -archive, Angaben zu deren Beständen sowie Hinweise auf gedruckte und elektronische Kataloge der Bibliotheken. Das Musikinformationszentrum der DDR, welches zum Teil ähnliche Aufgaben wahrgenommen hatte, wurde 1991 in das
Deutsche Musikarchiv der Deutschen Nationalbibliothek eingegliedert. Die sogenannte „Internationale Musikbibliothek“ der DDR wird inzwischen vom
Europäischen Zentrum der Künste Hellerau in Dresden verwaltet.

## Öffentliche Musikbibliotheken
Öffentliche Musikbibliotheken haben in erster Linie die Aufgabe, die musikalischen Grundbedürfnisse der Bevölkerung abzudecken; sie bieten ein breites Angebot an Musikalien, Musikbüchern und Musikzeitschriften, Tonträgern und Musikvideos aus allen Bereichen der Musik zum Ausleihen nach Hause an. Große Öffentliche Musikbibliotheken verfügen darüber hinaus über wissenschaftliche Editionen und entsprechende Sekundärliteratur sowie beschränkt ausleihbare Nachschlagewerke.
Die Bestände Öffentlicher Musikbibliotheken sind in der Regel nach einer einheitlichen Systematik aufgestellt und frei zugänglich, damit sie schnell außer Haus verliehen werden können. Die Ausleihstatistiken haben für die öffentlichen Musik- (und auch sonstige öffentlichen) Bibliotheken noch sehr viel größere Bedeutung als für andere – sie werden für die Personal- und Etatbemessung herangezogen. Öffentliche Musikbibliotheken müssen daher eher auf den Bedarf und die Wünsche der Benutzer achten.
Die Öffentlichkeitsarbeit spielt bei den Öffentlichen Bibliotheken eine wichtige Rolle – bei Musikbibliotheken je nach dem eine noch größere als bei den anderen: Sie organisieren eigene Konzerte, Vorträge und Ausstellungen und bereichern oft das kulturelle Angebot einer Stadt bzw. einer Region. Außerdem dokumentieren sie deren jeweiliges Musikleben, sie sammeln Programmzettel aus Oper und Konzert, sowie Zeitungsausschnitte; bisweilen ergänzen sie diesen Bestand durch eigene Publikationen. In einigen Städten nimmt die Öffentliche Musikbibliothek zugleich Aufgaben einer wissenschaftlichen Musikabteilung wahr; sie sammelt dann auch alte Drucke, Handschriften und Nachlässe (z. B. in Leipzig, Lübeck, Mannheim).
Im Jahre 1904 eröffnete in Frankfurt am Main die erste Öffentliche Musikbibliothek in Deutschland. Es folgten sehr rasch Neugründungen in München, Hamburg, Dresden, Leipzig und Berlin, wo auch heute die größten Musikbibliotheken ihrer Art sind. Die Münchner Stadtbibliothek behauptet mit ihrer 1905 gegründeten Musikbibliothek die erste öffentliche Musikbibliothek Deutschlands zu sein. Auch die öffentlichen Musikbibliotheken in Düsseldorf und Stuttgart sind von Bedeutung. In Berlin gibt es neben den Öffentlichen Musikbibliotheken einzelner Bezirke die im Jahre 1954 im Westteil der Stadt als Spende der USA gegründete „Amerika-Gedenkbibliothek“ mit den Sammelschwerpunkten Musik der USA und Musik in Berlin. Im früheren Ostteil der Stadt besaß die Berliner Stadtbibliothek ebenfalls eine große Musikabteilung. Beide Bibliotheken nahmen jeweils eine zentrale Aufgabe für die Öffentlichen Musikbibliotheken in der Stadt wahr; sie wurden inzwischen unter dem Namen „Zentral- und Landesbibliothek Berlin“ zusammengeführt und mit der Pflichtexemplarsammlung für das Land Berlin betraut. Die Musikabteilungen beider Institutionen sind nun im Hause der Amerika-Gedenkbibliothek vereinigt; damit zählt diese Musikabteilung zu den größten in Deutschland.
Gemessen an der Bevölkerungszahl gibt es im Vergleich zu anderen europäischen Ländern zu wenig Öffentliche Musikbibliotheken bzw. sind diese in Deutschland ungleichmäßig verteilt. Am besten versorgt sind die Stadtstaaten (Berlin, Hamburg, Bremen) und Nordrhein-Westfalen, am schlechtesten die Länder Schleswig-Holstein, Niedersachsen, Mecklenburg-Vorpommern, Brandenburg, Thüringen und Sachsen-Anhalt. Eine unbefriedigende Verteilung liegt vor in Rheinland-Pfalz, Hessen und Bayern. Insbesondere in den neuen Bundesländern gibt es viele Öffentliche Bibliotheken mit einem größeren Bestand audiovisueller Medien ohne ausgebaute Musikbibliothek. Sie zählen nicht als vollwertige Musikbibliotheken und sind daher auch nicht in die entsprechenden Statistiken der Musikbibliotheken einbezogen.

## Wissenschaftliche Musikbibliotheken
Wissenschaftliche Musikbibliotheken sind üblicherweise Musikabteilungen an Wissenschaftlichen Bibliotheken (Staats-, Landes- oder Universitätsbibliotheken), die außer Musikliteratur und Musikalien auch Quellenmaterialien besitzen und sammeln: Musikhandschriften, alte Drucke, Nachlässe, Briefe. Darüber hinaus verfügt eine Reihe Wissenschaftlicher Musikbibliotheken auch über Sammlungen mit audiovisuellen Medien, hier hauptsächlich Tonträger. Im Gegensatz zu den Öffentlichen Musikbibliotheken gibt es bei den Wissenschaftlichen Musikbibliotheken unterschiedliche Einschränkungen in der Verleihbarkeit der Bestände, die größtenteils nicht frei zugänglich in Magazinen stecken. Einige Wissenschaftliche Bibliotheken ohne Musikabteilung haben aber Musikreferate, die zumindest für einen Grundbestand an musikwissenschaftlicher oder auch musikpädagogischer Literatur und den entsprechenden Editionen sorgen und oft in enger Kooperation mit Bibliotheken der musikwissenschaftlichen oder musikpädagogischen Institute der Universitäten stehen.
Zu den Wissenschaftlichen Musikbibliotheken zählen auch die unterschiedlich gut ausgestatteten Bibliotheken der Musikwissenschaftlichen Institute der Universitäten und Gesamthochschulen, die in der Regel nur den Institutsangehörigen zur Verfügung stehen. Auch die Fachbibliotheken der Forschungsinstitute zur Edition von wissenschaftlichen Gesamtausgaben, z. B. die Bach-Archive in Göttingen und Leipzig, sind zu nennen.
Zu den wichtigsten wissenschaftlichen Musikbibliotheken zählen:
- die Musikabteilung der Staatsbibliothek zu Berlin Preußischer Kulturbesitz mit reichen Beständen an Handschriften und alten Drucken, Briefen, Nachlässen und Libretti. Die Bibliothek verfügt über den Pflichtexemplarbestand von Musikalien für die Zeit von 1906 bis 1945 und über die zwischen 1960 und 1990 in der DDR erschienenen Musikalien. Besonderer Sammelschwerpunkt ist die „Sammlung deutscher Drucke“ für die zwischen 1801 und 1945 erschienenen Musikdrucke.

- die Musikabteilung der Bayerischen Staatsbibliothek in München mit umfangreichen Beständen an Handschriften und alten Drucken, Briefen und Nachlässen. Die Bibliothek betreut das von der Deutschen Forschungsgemeinschaft geförderte Sondersammelgebiet Musikwissenschaft zur Beschaffung von Literatur aus dem Ausland sowie den Sammelschwerpunkt „Sammlung deutscher Drucke“ für bis 1800 erschienene Musikdrucke.

- die Proskesche Musikabteilung der Bischöflichen Zentralbibliothek Regensburg. Mit ihren mehr als 20.000 Handschriften und Drucken sowie mehr als 10.500 Musikerbriefen gilt sie als drittgrößte Musiksammlung in der Bundesrepublik Deutschland. Der Schwerpunkt liegt auf der Musik des 16. bis 19. Jahrhunderts (insbesondere Kirchenmusik).

- die Musikaliensammlung der Universitäts- und Landesbibliothek Münster (Westfalen) mit der bekannten Musiksammlung Nordkirchen sowie den wertvollen Leihgaben der Fürst zu Bentheimsche Musikaliensammlung Burgsteinfurt und der Fürstlich zu Bentheim-Tecklenburgische Musikbibliothek Rheda.

- die Musikabteilung der Sächsischen Landesbibliothek/Staats- und Universitätsbibliothek in Dresden mit einem bedeutenden Bestand an Handschriften und alten Drucken, Briefen und Nachlässen. Aus der Zeit als Zentralbibliothek für Musik der DDR stammt eine umfangreiche Sammlung von Publikationen der DDR zum Fachgebiet Musik; die Phonothek besitzt eine sehr umfangreiche Tonträgersammlung.

- die Musik- und Theaterabteilung der Universitätsbibliothek Frankfurt am Main mit wichtigen Beständen an Handschriften und alten Drucken, Briefen und Nachlässen. Die Bibliothek betreut das von der Deutschen Forschungsgemeinschaft geförderte Sondersammelgebiet Theaterwissenschaft und eine Programmsammlung großer deutscher Opernhäuser.

Weitere Musikabteilungen von Bedeutung befinden sich in der Staats- und Universitätsbibliothek Hamburg, der Württembergischen Landesbibliothek in Stuttgart, der Badischen Landesbibliothek in Karlsruhe, der Hessischen Landes- und Hochschulbibliothek Darmstadt, in den Landesbibliotheken in Schwerin, Speyer, Coburg und Detmold (mit Handschriften und Drucken, besonders des 19. Jahrhunderts) und in der Herzog August Bibliothek in Wolfenbüttel (mit einer sehr reichen Sammlung vornehmlich von Drucken des 16. und 17. Jahrhunderts).
Die genannten Bibliotheken in Hamburg, Stuttgart und Darmstadt hatten große Kriegsverluste zu beklagen. Bedeutende Altbestände u. a. aus Berlin und Dresden werden heute noch in Polen und Russland aufbewahrt bzw. vermutet. Außerdem gibt es größere Musikalienbestände unterschiedlichster Provenienzen in Bremen, Kassel und Regensburg.
Archivgut von 16 Musikverlagen, darunter so bedeutenden wie Breitkopf & Härtel, C. F. Peters, C. F. Kahnt oder dem VEB Deutscher Verlag für Musik, befindet sich mit einem Gesamtumfang von rd. 700 laufenden Metern im Sächsischen Staatsarchiv – Staatsarchiv Leipzig. Es umfasst Musikalien (Manuskripte, Stichvorlagen, Drucke) ebenso wie Korrespondenz mit Komponisten, Musiktheatern und Musikwissenschaftlern und interne Geschäftsunterlagen der Musikverlage, z. B. Plattenverzeichnisse.
Die Deutsche Nationalbibliothek mit ihren Standorten Frankfurt am Main, Leipzig (Deutsche Bücherei) und Berlin (Deutsches Musikarchiv(bis 2010 in Berlin, danach in Leipzig)) sammelt als Pflichtexemplarbibliothek Musikschrifttum aller Art, Musikdrucke und Tonträger und ediert die Deutsche Nationalbibliographie, Reihe M (Musik) und Reihe T (Tonträger). Während die Pflichtstücke der Musikdrucke von 1906 bis 1945 in der Staatsbibliothek zu Berlin liegen, befinden sich die zwischen 1945 und 1990 in der DDR erschienenen Musikbücher und Musikdrucke in der Deutschen Bücherei Leipzig; sie besitzt auch sehr viele Neuerscheinungen aus der früheren Zeit der Bundesrepublik Deutschland, da das Deutsche Musikarchiv erst 1973 mit dem Sammeln der Pflichtstücke aus der Bundesrepublik Deutschland und Berlin (West) begann. Die von 1945 bis 1972 erschienenen Musikdrucke erfasst das Deutsche Musikarchiv retrospektiv, u. a. aus dem von der GEMA erhaltenen Bestand. Bei der Tonträgersammlung ist besonders der historische Bestand aus der Zeit vor 1945 zu erwähnen.
Seit 1991 erhält Die Deutsche Bibliothek von Musikdrucken und Tonträgern je zwei Pflichtstücke, eines für Berlin und eines für Leipzig. Seit dem Umzug des Deutschen Musikarchivs liefern die Verleger von jeder Neuerscheinung beide Pflichtexemplare in Leipzig ab. Ein jeweils drittes Pflichtstück erhalten die regionalen Pflichtexemplarbibliotheken; dies sind in der Regel Staats- und Landesbibliotheken.
An der Stelle sind auch einige Spezialbibliotheken zu nennen, die nur einen bestimmten Sektor der Musik betreuen:
- Staatliches Institut für Musikforschung Preußischer Kulturbesitz, Berlin: Spezialbibliothek für Musikinstrumentenkunde, musikalische Akustik und Musiktheorie.

- Ibero-Amerikanisches Institut Preußischer Kulturbesitz, Berlin: Spezialsammlung zur Musik aus Lateinamerika, Spanien und Portugal (Musikalien, Literatur, AV-Medien).

- Internationales Musikinstitut Darmstadt: Spezialbibliothek zur zeitgenössischen Musik des In- und Auslandes ab 1946.

- Deutsches Musikgeschichtliches Archiv, Kassel: Mikrofilmsammlung von Musikhandschriften und Musikdrucken des 15. bis 18. Jahrhunderts aus über 500 öffentlichen und privaten Musikbibliotheken.

- Internationaler Arbeitskreis Frau und Musik, Archiv, Frankfurt am Main.

- Internationale Komponistinnen-Bibliothek, Unna/Westfalen.

- Klaus-Kuhnke-Archiv für Populäre Musik, Bremen: 1975 gegründetes Archiv für Populäre Musik.

- Deutsches Komponistenarchiv im Europäischen Zentrum der Künste Hellerau, Dresden.

- Lippmann+Rau-Musikarchiv, Eisenach: internationales Archiv für Jazz und populäre Musik.

- Deutsches Centrum für Chormusik, Limburg: internationales Archiv für Chornoten mit ca. 300.000 Exponaten von Chorliteratur.

Weiterhin haben Forschungsinstitute, Musikinstrumentenmuseen und Musikergedenkstätten Bibliotheken und Archive, die ebenfalls für Spezialfragen bzw. für die lokale Musikgeschichte von Bedeutung sein können, z. B. Bach-Archiv Leipzig, Beethoven-Haus Bonn, Händel-Haus Halle/Saale, Richard-Wagner-Gedenkstätten Bayreuth.
Schließlich sind die auf internationaler Ebene von der AIBM und der Internationalen Gesellschaft für Musikwissenschaft ins Leben gerufenen quellenkundlichen Unternehmen zu nennen:
- RISM: Répertoire International des Sources Musicales mit Sitz der Zentralredaktion in Frankfurt am Main (Universitätsbibliothek) und der Zentrale für Deutschland in München (Bayerische Staatsbibliothek) und Dresden (Sächsische Landesbibliothek/Staats- und Universitätsbibliothek) für Musikdrucke vor 1800 und Musikhandschriften bis circa 1850,

- RILM: Répertoire International de Littérature Musicale mit Sitz der deutschen Zentrale in Berlin (Staatliches Institut für Musikforschung Preußischer Kulturbesitz) für alle Publikationen im Fachgebiet Musik und Musikwissenschaft (Monographien, Dissertationen und Zeitschriftenaufsätze) mit Sitz der Zentralredaktion in New York,

- RIdIM: Répertoire International d’Iconographie Musicale mit Sitz der deutschen Zentrale in München (Bayerische Staatsbibliothek) und der Zentralredaktion in Paris,

- RIPM: das Répertoire International de la Presse Musicale hat zurzeit keine deutsche Vertretung; Aufgabe dieses Unternehmens mit Sitz in College Park/MD und Parma ist die inhaltliche Erschließung von wichtigen Musikzeitschriften vornehmlich des 19. Jahrhunderts durch Register.

## Musikhochschulbibliotheken
Musikhochschulbibliotheken nehmen insofern eine Sonderstellung ein, als sie im Gegensatz zu fast allen anderen Musikbibliotheken oder Musikabteilungen selbständig arbeiten und seit vielen Jahren im Bestandsaufbau mehr und mehr wissenschaftlich orientiert sind; darüber hinaus betreuen sie in großem Maße Aufführungsmaterialien. Wie bei den Bibliotheken der Universitätsinstitute auch ist die Benutzung der Musikhochschulbibliotheken nur Hochschulangehörigen vorbehalten. Externen Interessenten wird es aber bei begründeten Anliegen nicht verwehrt, Bestände einer Musikhochschulbibliothek im Lesesaal zu benutzen. Von den 24 Musikhochschulen verfügen vor allem diejenigen über einen musikwissenschaftlichen Sammelschwerpunkt, die das Promotionsrecht besitzen. Ansonsten ist die Ausstattung der Musikhochschulbibliotheken in Bezug auf den Erwerbungsetat und den Personalbestand recht unterschiedlich. Sofern städtische Konservatorien und Musikschulen über kleinere Bibliotheken verfügen, spielen diese aber im Musikbibliothekswesen keine größere Rolle, und sie sind meist nicht in die Strukturen des deutschen Bibliothekswesens integriert.

## Rundfunkbibliotheken
Rundfunkbibliotheken stehen in der Regel nur Mitarbeitern der Rundfunkanstalten zur Verfügung und sind oft aufgeteilt in die Bereiche (Musik-)Bibliothek, Notenarchiv und Schallarchiv. Ein wichtiger Bestandteil für die journalistische Recherche ist ein Presseausschnittarchiv.
Nur das Deutsche Rundfunkarchiv (DRA) in Frankfurt am Main und Potsdam steht gegen Gebühr auch externen Benutzern offen. Es ist zentrale Nachweisstelle für archivierte Produktionen der ARD und des ZDF. Die Archive des DDR-Rundfunks befinden sich am Standort Potsdam. Dagegen wurde das bedeutende Notenarchiv des DDR-Rundfunks dem Deutschlandradio Kultur übergeben. Der Sender RBB in Berlin/Potsdam verwaltet u. a. auch Bestände der ehemaligen Reichsrundfunkgesellschaft.

## Weitere Musikbibliotheken
Weitere Musikbibliotheken und Musikarchive, aber auch andere Einrichtungen mit musikbezogenen Beständen, sind im „Handbuch der Musikbibliotheken in Deutschland“ enthalten, welches in Verbindung mit der AIBM-Gruppe Bundesrepublik Deutschland vom Deutschen Bibliotheksinstitut (DBI) in Berlin herausgegeben worden ist. Beim DBI erschienen u. a. die Deutsche Bibliotheksstatistik (DBS) und Einzelpublikationen zum Musikbibliothekswesen, darunter in Verbindung mit der AIBM-Gruppe Bundesrepublik Deutschland die Zeitschrift „Forum Musikbibliothek“. Auf internationaler Ebene der AIBM informiert die Zeitschrift „Fontes Artis Musicae“. Noch vor der Schließung des ehemaligen DBI erschien dort im Jahr 2000 mit dem „Handbuch der Musiknachlässe in Deutschland“ ein weiteres wichtiges musikbibliothekarisches Nachschlagewerk. Seitdem wird die Zeitschrift „Forum Musikbibliothek“ in eigener Regie von der AIBM fortgeführt.
Im Rahmen eines Überblicks des deutschen Musikbibliothekswesens seien noch Bemerkungen zu den Themen Leihverkehr und Ausbildung hinzugefügt.

## Leihverkehr
Musikbücher sind in den Datenbanken der regionalen Gesamtkataloge verzeichnet. Die von der Staatsbibliothek zu Berlin und der Deutschen Bibliothek gemeinsam betreute Zeitschriftendatenbank weist Musikzeitschriften mit Besitznachweisen bundesweit nach. Leider existieren für Musikdrucke und Tonträger keine Zentralkataloge. Allerdings sind Musikdrucke und Tonträger, die seit etwa 1985 erschienen sind, in den oben erwähnten Datenbanken für Bücher enthalten.
Für die Öffentlichen Musikbibliotheken des Landes Nordrhein-Westfalen gibt es das Sondersammelgebiet Musik. Jede größere Musikbibliothek hat dort einen bestimmten Schwerpunkt (nach Gattung, Ausgabeform oder Komponisten). Diese Titel sind inzwischen in der Datenbank des Hochschulbibliothekszentrums Nordrhein-Westfalen in Köln enthalten und auch über das Internet abrufbar. Da ein sehr großer Teil der im Fernleihverkehr gesuchten Musikdrucke aber vor 1985 erschienen ist und ein Zentralkatalog für die älteren Bestände nicht existiert, müssen die Musikabteilungen der Staatsbibliotheken in Berlin und München diesen Mangel auszugleichen versuchen, vor allem auch im internationalen Fernleihverkehr.

## Ausbildung
Die meisten Bibliotheken werden von der Öffentlichen Hand (Bund, Länder und Gemeinden) oder Stiftungen finanziert; entsprechend sind die dienstlichen Strukturen im Bibliotheksdienst gestaltet. Für den höheren Dienst an Wissenschaftlichen oder Öffentlichen Bibliotheken wird außer dem Fachstudium Musikwissenschaft an einer Universität zusätzlich die zweijährige bibliothekarische Ausbildung verlangt. Die Absolventen der vierjährigen Ausbildung zum so genannten Diplom-Bibliothekar für den gehobenen Dienst an Wissenschaftlichen oder Öffentlichen Bibliotheken müssen als Voraussetzung dafür das Abitur vorweisen. Neben anderen Ausbildungsstellen bietet die Hochschule der Medien Stuttgart einen integrierten Studiengang an, der musikbibliothekarische Belange berücksichtigt; dieser ersetzt das bisherige, mit einem Praktikum verbunden gewesene, einsemestrige Aufbaustudium zum Musikbibliothekar für den gehobenen Bibliotheksdienst. Die Voraussetzung für eine zweijährige Ausbildung für den mittleren Bibliotheksdienst ist der Abschluss der mittleren Reife.

## Musikinstrumentensammlungen und Museen
Zu den bedeutendsten Musikinstrumentensammlungen in Deutschland zählen das Germanische Nationalmuseum Nürnberg, die Musikinstrumentensammlung des Staatlichen Instituts für Musikforschung Preußischer Kulturbesitz Berlin, das auf der Privatsammlung Georg Neuners gründende Musikinstrumentenmuseum im Stadtmuseum München, die Musikinstrumentensammlung des Deutschen Museums München, die Musikinstrumentensammlung der Universität Leipzig, das Musikinstrumentenmuseum Markneukirchen, das Musikinstrumentenmuseum der Staatlichen Museen zu Berlin Preußischer Kulturbesitz, das Museum für Völkerkunde und die Abteilung Musikethnologie des Überseemuseums in Bremen.
Im Gegensatz zu den Musikbibliotheken gibt es unter den Musikinstrumentenmuseen viele privat geführte Einrichtungen. Hier handelt es sich meist um Spezialsammlungen zu bestimmten Musikinstrumenten, die auch regionalen Bezug haben können. Die circa 90 Museen und Sammlungen mit Musikinstrumenten bewahren etwa 30.000 Instrumente auf. Allerdings können aus Platzgründen oft nur Teile der Sammlungen gezeigt werden.
Viele städtische historische Museen und einige Landesmuseen besitzen ebenfalls kleinere Musikinstrumentensammlungen, die teilweise auch einen regionalen Bezug haben. Hier sind darüber hinaus auch oft Materialien zur Musik- und Theatergeschichte einer Stadt zu finden. Zu erwähnen sind auch eine Reihe Musiker-Gedenkstätten, die ebenfalls Musikinstrumente und Quellen zur Musikgeschichte einer Stadt oder Region zeigen bzw. sammeln, so z. B. in Arnstadt, Eisenach, Halle/Saale, Leipzig und Weißenfels. Nur eingeschränkt zugänglich sind die Musikinstrumentensammlungen der Musikwissenschaftlichen Institute der Universitäten in Erlangen, Göttingen und Köln.
Es verbleibt die Vielzahl an Museen, die nur bestimmte Instrumentengruppen sammeln, so das Glocken- und Stadtmuseum (Apolda), das Trompetenmuseum Bad Säckingen, das Geigenbaumuseum Bubenreuth, das Harmonika-Museum Hamburg, das Geigenbau- und Heimatmuseum Mittenwald, das Glockenmuseum Eiserfeld (Siegen) und das Deutsche Harmonikamuseum Trossingen. Museen für mechanische Musikinstrumente (Drehorgeln, Spieluhren, automatische Klaviere, Orchestrions) gibt es u. a. in Ettlingen, Hannover, Linz/Rhein, Rüdesheim/Rhein und in Wohlhausen/Vogtland.
In manchen Musikinstrumentensammlungen sind auch phonographische Geräte mit eingeschlossen; diese sind aber ebenso in Musikbibliotheken mit Beständen historischer Tonträger zu finden, wenn auch nicht direkt als Ausstellungsstücke. Als selbständige Sammlung ist bisher nur das Phonomuseum in St. Georgen/Schwarzwald bekannt. Dazu seien noch das Deutsche Rundfunkmuseum und die Stiftung Deutsche Kinemathek in Berlin erwähnt, die derartige Geräte besitzen bzw. auch Materialien zum Thema Filmmusik sammeln.
Eine besondere Stellung unter den Museen nehmen diejenigen ein, die u. a. auch Musikinstrumente besitzen, deren Sammelschwerpunkt dies aber nicht ist. Dazu gehören das Sängermuseum Feuchtwangen, das Beatles Museum Hattersheim/Main, das Deutsche Hirtenmuseum Hersbruck, das Bayerische Armeemuseum Ingolstadt und das Beatles-Museum Halle. Wegen der Vielfalt derartiger und oft nur lokal bekannter Einrichtungen kann dies nur eine Auswahl sein.